# Mustaluoto (vid Iso-Kaskinen, Nådendal)
Mustaluoto är en del av en ö i Finland.   Den ligger i kommunen Nådendal i landskapet Egentliga Finland, i den sydvästra delen av landet, 190 km väster om huvudstaden Helsingfors.